# Pierre Godin (homme politique)
Pour les articles homonymes, voir Pierre Godin (journaliste) et Godin.
Pierre Godin, né le 14 avril 1947 à Petit-Rocher, est un travailleur social et un homme politique canadien.

## Biographie
Pierre Godin est né le 14 avril 1947 à Petit-Rocher, au Nouveau-Brunswick. Son père est Joseph Elizer Godin et sa mère est Marie Léa Arsenault. Il étudie au Collège Sacré-Cœur de Bathurst. Il a un enfant.
Il est député de Nigadoo-Chaleur à l'Assemblée législative du Nouveau-Brunswick de 1978 à 1991 en tant que libéral. Il est aussi maire de Petit-Rocher de 1975 à 1979 puis à nouveau depuis 2008.
Il est président de l'organisation locale de l'Association canadienne des déficients mentaux.